# Ковалець Яків Феофанович
Ковалець Яків Феофанович (1946, с. Талалаївка, Чернігівщина) — український журналіст, поет, письменник.

## Біографія
Яків Феофанович Ковалець народився 20 грудня 1946 року в селищі Талалаївка на Чернігівщині, у простій родині, батько — водій, мати — бетонниця. Середню школу закінчив зі срібною медаллю. Навчався на філологічному факультеті Сумського педагогічного інституту, який закінчив з відзнакою. Вчителював на Сумщині. Після служби в армії працював у Талалаївській районній газеті «Трибуна хлібороба», в обласній газеті «Гарт», в тижневику «Чернігівські відомості». Вірші і прозові твори друкував в альманасі «Вітрила», в колективних збірниках, в журналах України, Польщі.

## Творчий доробок
Яків Феофанович — автор поетичних збірників та прозових книг «Олава», «Зірниці тривоги», «Не розлучаються двоє», «Сіверянський слід», «Стрічка на кубанці», «Розрив-трава», «Веретено», «І вони оживуть», «І дам вам нове серце…». Редактор збірника нарисів про афганців-чернігівців «Помните нас», «Росте тополя у Чернігові», «Пекучий молох чужини».

## Премії
Лауреат журналістської й літературної премій імені Василя Блакитного, Олекси Десняка.